# Трамбул (Конектикат)
Трамбул (енгл. Trumbull) насељено је место без административног статуса у америчкој савезној држави Конектикат.

## Демографија
По попису из 2010. године број становника је 36.018, што је 1.775 (5,2%) становника више него 2000. године.
| Група             | 2000.          | 2010.          |
| Белци             | 31.549 (92,1%) | 30.872 (85,7%) |
| Афроамериканци    | 645 (1,9%)     | 1.126 (3,1%)   |
| Азијати           | 815 (2,4%)     | 1.573 (4,4%)   |
| Хиспаноамериканци | 923 (2,7%)     | 2.068 (5,7%)   |
| Укупно            | 34.243         | 36.018         |